# Feridun

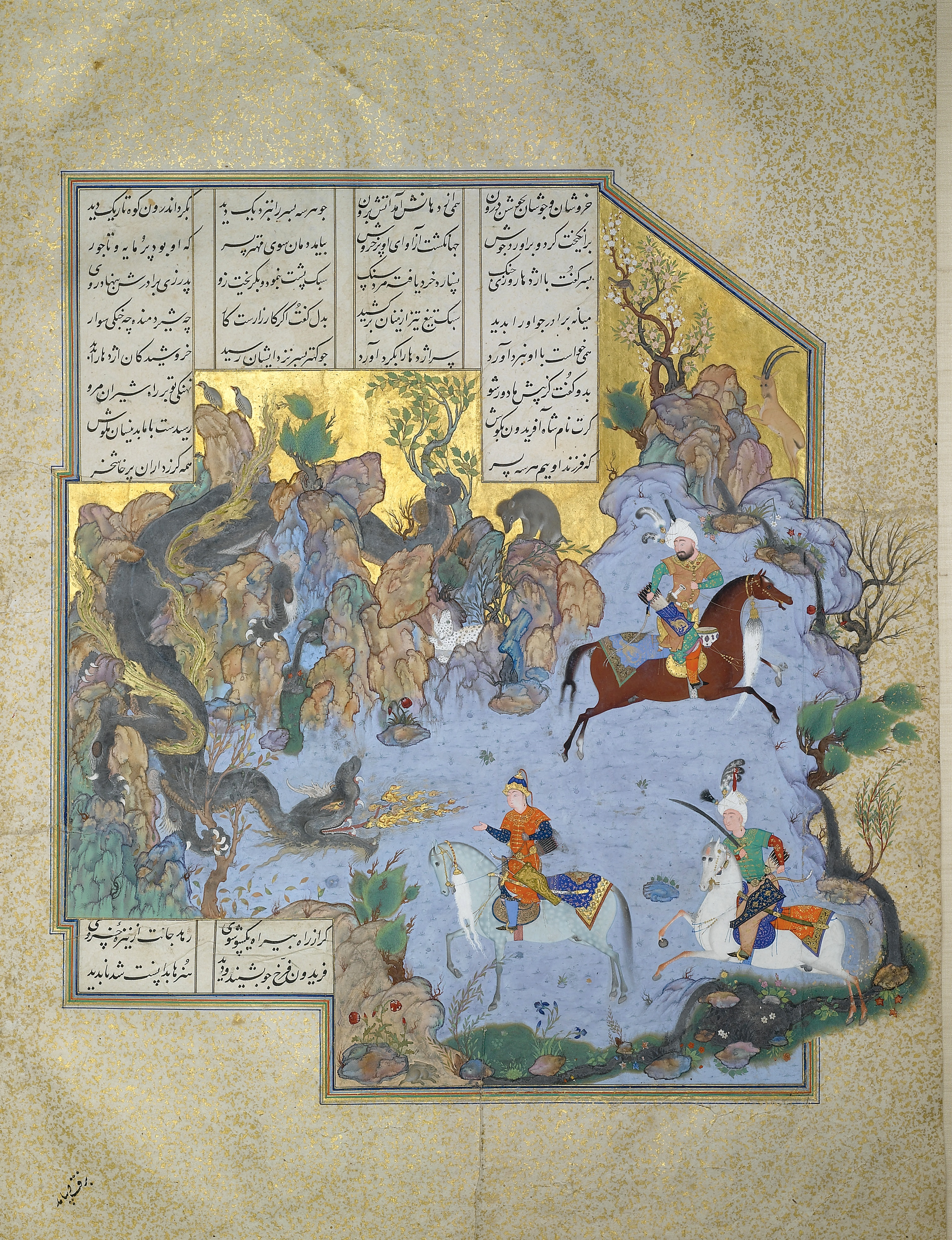
Feridun w postaci smoka wystawia na próbę swoich synów, miniatura z Szahname szacha Tahmaspa przypisywana Agha Mirakowi, ok. 1525 do ok. 1535. Muzeum Agi Chana

Feridun (również Traetona) – mityczny syn Atbina (Atwija) z rodu Kajomarsa, potomków Dżemszyda.
Narodził się po złożeniu ofiary haomy przez swego ojca, Atwija (lub Atbina). Aby nie mógł odzyskać tronu Zahhak (Ażi Dahaka) usiłował go zabić ale udało mu się tylko zabić jego ojca. Wraz z matką i braćmi Feridun ucieka w góry gdzie zostaje oddany na wychowanie pobożnemu pustelnikowi. Gdy jest w wieku nastoletnim, otrzymuje od kowali żelazną maczugę w kształcie krowiej głowy i wyrusza do stolicy Aži Dahaka - Babilonu. Pod nieobecność władcy przejął władzę (wsparty przez Kawe) pozostawiając jako marszałka dworu Kondrowa i uwalniając siostry Dżamszida - Sahanhawacz i Arenawacz. Po wyjeździe ze stolicy spotkawszy Zahhaka chciał go zabić lecz powstrzymany przez anioła (aby uniknąć kary za królobójstwo) zawiózł go na górę Demawend, gdzie go przywiązał aż do końca czasu. Zwycięstwo to miało miejsce na Mehrgan, jesienne święto Mitry.
Feridun pojął za żony obydwie uratowane królewny i doczekał się trzech synów. W drodze do króla Sarwa poddał ich próbie przemieniając się w atakującego ich smoka i obserwując ich zachowanie. Następnie ujawnił swoją tożsamość i zależnie od zachowania nadał imiona - najstarszemu Salm (wybrał spokój i bezpieczeństwo schodząc smokowi z drogi), średniemu Tur (rzucił się na smoka) i najmłodszemu Iradża (zaczął się modlić). Następnie Salmowi dał kraje zachodu, Turowi stepy wschodu, Iradżowi Iran wraz ze stolicą. Bracia w przypływie zawiści zabili Iradża. Zrozpaczony Feridun dowiedział się o urodzeniu się w haremie Iradża jego córki, kazał wychowywać ją w tajemnicy i wydał ją za Manuczehra. Manuczehr pobił Salma i Tura. Z powodu podeszłego wieku Feridun przekazał mu tron i berło królewskie. Jako opiekuna polecił mu Garszaspa.

## Interpretacja mitu
Najważniejsza wydaje się idea podziału królestwa na trzy części (awestyjskie imię Feriduna - Traetona - oznacza Potrójny, Trójciały). Może chodzić o podział na kraj Sairima na zachodzie (Sarmacja?), właściwy Iran i Turan czy Turańczyków na wschodzie.